# Dale Metz Smith
Dale Metz Smith (23 de diciembre de 1928 -25 de enero de 2011) fue un pteridólogo, y botánico estadounidense. Fue un profundo interesado en los helechos.
En 1950, obtuvo su licenciatura en ciencias de la Universidad de Indiana; su maestría de la Universidad de Purdue en 1952; y, completó su doctorado en la Universidad de Indiana en 1957. Enseñó botánica en la Universidad de Arizona en Tucson, en la Universidad de Kentucky, la Universidad de Illinois en Champaign, y en la Universidad de California en Santa Bárbara, California.

## Reconocimientos
Se convirtió en miembro de la Sociedad Lineana de Londres, y fue miembro de numerosas sociedades científicas.

## Eponimia
- (Asteraceae) Helianthus smithii Heiser[2]

## Algunas publicaciones
- charles bixler Heiser, dale metz Smith. 1969. The North American Sunflowers Helianthus. Vols. 22-23 de Memoirs of the Torrey Botanical Club: Torrey Botanical Club. Ed. Seeman [in Komm.] 218 pp.